# Hermann Wolff (Pastor)
Hermann Wolff, auch Wolf, Welphius (* in Lübeck; † 17. April 1625 ebenda) war ein deutscher evangelisch-lutherischer Geistlicher, Hauptpastor der Lübecker Jakobikirche und Senior des Geistlichen Ministeriums.

## Leben
Hermann Wolff besuchte das Katharineum zu Lübeck, studierte ab Mai 1587 an der Universität Rostock und wurde dort 1590 Magister. Anschließend ging er an die Universität Wittenberg, wo er 1595/96 Respondent von Disputationen unter dem Vorsitz von Johann Georg Volkmar und Salomon Gesner war.
1598 wurde er zum Prediger an der Lübecker Marienkirche berufen. Am 28. Januar 1613 wechselte er als (Haupt)Pastor an die Jakobikirche. Ab 1622 war er zugleich Senior des Lübecker Geistlichen Ministeriums und damit in der Vakanzzeit zwischen dem Tod des Superintendenten Georg Stampelius 1622 und der Berufung von Nikolaus Hunnius 1624 der amtierende Leitende Geistliche der Evangelisch-Lutherischen Kirche in Lübeck.
Er war verheiratet mit Anna, geb. Menne, einer Tochter von Heinrich Menne, seinem Vor-Vorgänger als Senior. Von den Söhnen des Paares wurde Heinrich Pastor in Oldesloe und Johannes Garnisonprediger in Glückstadt.
Zusammen mit den anderen an der Gründung der Lübecker Stadtbibliothek beteiligten Pastoren, Mitgliedern des Rates und Lehrern des Katharineums befindet sich sein Name und Wappen am 1619 geschaffenen umlaufenden Fries der Regale im heutigen Scharbausaal.

## Schriften
- ORATIO || DE SCHOLIS SCHOLARVM-||QVE DIGNITATE || IN LAVDEM ET || HONOREM NOVAE DEM=||MINENSIVM SCHOLAE || Scripta à || IOACHIMO LEMNIO RVGIANO || EIVSDEM RECTORE.|| Ferber, Rostock 1588
- DISPVTATIO PRI=||MA DE TVRCA, EX CAPI=||TE 38. & 39. EZECHIELIS, IN QUA || explicantur quaestiones tres.|| I. Quid sibi velint ignota vocabula Gog, Magog, Thubal,|| Mesech,|| II. Quod per Gog et Magog significentur Turcae.|| III. Quod Turcae sint flagellum, quo Deus castigat Ecclesiam,|| De quibus praeside || SALOMONE GESNERO, S. THEOLO-||giae D. & Professore in Academia VVitebergensi ad V. septembris ho-||ra septima matutina, Anno 1595. loco publicis disputatio-||nibus usitato respondebit.|| M. HERMANNUS VVOLFIUS || Lubecensis.||DISPVTATIO PRI=||MA DE TVRCA, EX CAPI=||TE 38. & 39. EZECHIELIS, IN QUA || explicantur quaestiones tres.|| I. Quid sibi velint ignota vocabula Gog, Magog, Thubal,|| Mesech,|| II. Quod per Gog et Magog significentur Turcae.|| III. Quod Turcae sint flagellum, quo Deus castigat Ecclesiam,|| De quibus praeside || SALOMONE GESNERO, S. THEOLO-||giae D. & Professore in Academia VVitebergensi ad V. septembris ho-||ra septima matutina, Anno 1595. loco publicis disputatio-||nibus usitato respondebit.|| M. HERMANNUS VVOLFIUS || Lubecensis.|| Müller, Wittenberg 1596 (urn:nbn:de:gbv:3:1-471037 ULB Halle)
- THESES || DE SACRAMENTIS || IN GENERE,|| De quibus sub prae-||sidio || SALOMONIS GESNERI,|| S. THEOLOGIAE D. ET PRO-||fessoris in Academia VVitebergensi, die XXV.|| Iunii, Anno 1596 … || respon-||debit || M. HERMANNVS VVOLFIVS || Lubecensis.|| Wittenberg 1596 (urn:nbn:de:gbv:1-295788 ULB Halle)